# Африканський жайворонок
Африканський жайворонок (Certhilauda) — рід горобцеподібних птахів родини жайворонкових (Alaudidae). Представники цього роду мешкають в Південній Африці.

## Види
Виділяють шість видів роду Африканський жайворонок:
- Жайворонок ботсванійський (Certhilauda chuana)
- Жайворонок західний (Certhilauda subcoronata)
- Жайворонок сірошиїй (Certhilauda benguelensis)
- Жайворонок східний (Certhilauda semitorquata)
- Жайворонок криводзьобий (Certhilauda curvirostris)
- Жайворонок агульгаський (Certhilauda brevirostris)

## Етимологія
Наукова назва роду Certhilauda являє собою сполучення двох назв родів: Certhia Linnaeus, 1758 (підкоришник) і Alauda Linnaeus, 1758 (жайворонок).